# ميشيل باكمان
ميشيل ماري باكمان (بالإنجليزية: Michele Marie Bachmann)‏ وهي سياسية جمهورية أمريكية ولدت في يوم 6 أبريل 1956 في مدينة واترلو (آيوا) في الولايات المتحدة وهي عضوة في مجلس النواب الأمريكي وممثلة عن ولاية مينيسوتا.

## روابط خارجية
- ميشيل باكمان على موقع IMDb (الإنجليزية)
- ميشيل باكمان على موقع الموسوعة البريطانية (الإنجليزية)
- ميشيل باكمان على موقع مونزينجر (الألمانية)
- ميشيل باكمان على موقع إن إن دي بي (الإنجليزية)
- ميشيل باكمان على موقع قاعدة بيانات الفيلم (الإنجليزية)
- ميشيل باكمان على موقع كينوبويسك (الروسية)